# Molly Malone

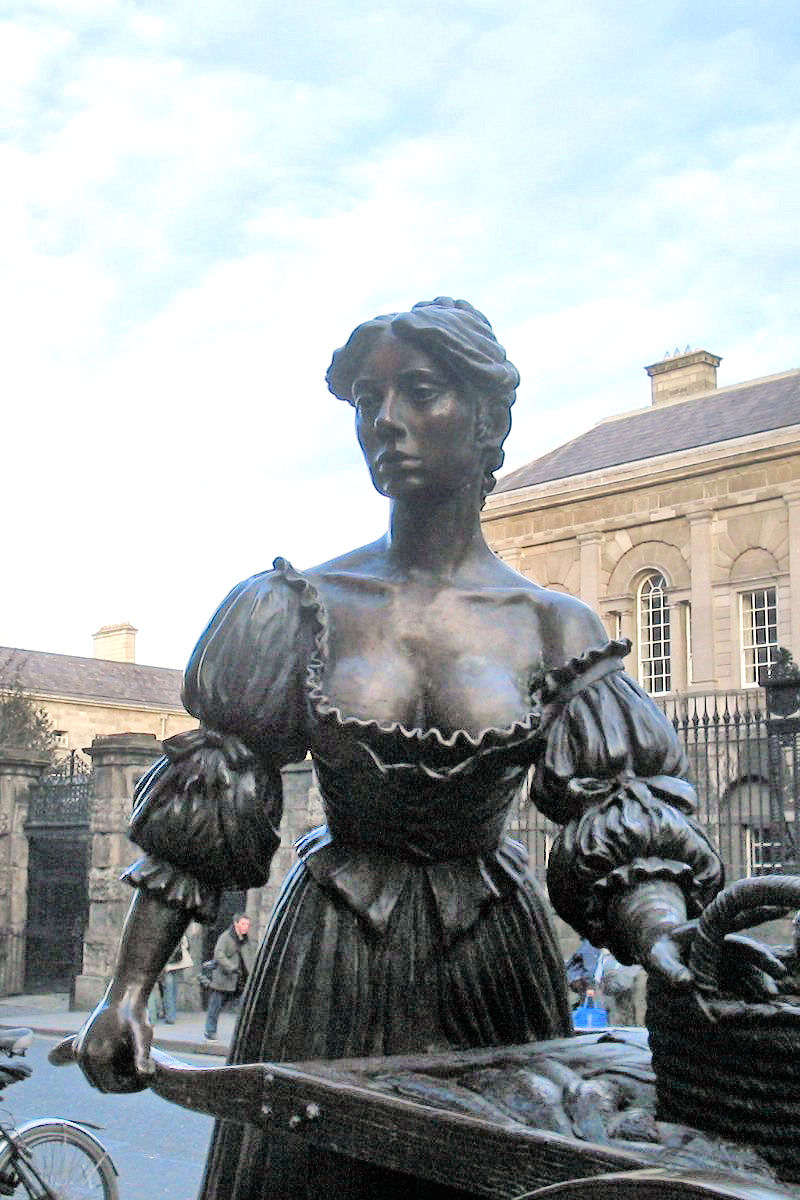
Standbeeld van Molly Malone op Grafton Street

Molly Malone is het officieuze volkslied van Dublin, genoemd naar een fictieve of onbekende straatverkoopster. De huidige versie van het Engelstalige lied is in 1876 vastgelegd, maar minstens sinds het eind van de 18e eeuw bestaan er voorlopers. Naar de kokkels en mossels die ze luidkeels uitvent staat het lied ook bekend als Cockles and mussels. Een bekend standbeeld in Dublin verwijst hiernaar.
Het lied wordt gezongen op cantussen en is opgevoerd door beroemde artiesten, waaronder Johnny Logan, Joni Mitchell, Sinéad O'Connor, U2, The Dubliners en de Nederlandse band Ancora.

## Beeld en verzonnen tradities
Molly Malone is vereeuwigd in het bekende standbeeld van Jeanne Rynhart dat geplaatst is ter gelegenheid van het duizendjarig bestaan van Dublin in 1988. Het werd bekritiseerd als te bloot, maar volgens Rynhart is de verschijning historisch correct voor een 17e eeuwse straatverkoopster en keek niemand toen op van borsten, omdat alle moeders borstvoeding gaven. De verwijzing naar de 17e eeuw is in overeenstemming met het verzinsel dat het liedje verwijst naar ene Mary Malone die op 13 juni 1699 in Dublin begraven is. Molly is een koosnaampje voor Mary en er zijn verscheidene mensen met de naam Mary Malone geweest, maar er is geen bewijs dat het liedje naar een van hen verwijst. Dubliners staan bekend om hun rijmende bijnamen voor kunstwerken en The tart with the cart suggereert dat zij naast visverkoopster ook sekswerker was, maar daar is geen aanwijzing voor.
De mythevorming werd aangemoedigd voor het toerisme en in 1999 werd 13 juni uitgeroepen tot de International Molly Malone Day. Ook kwam er een Molly Malone-route en werden er twee verschillende kerken aangewezen waar ze gedoopt zou zijn.
Molly Malone met haar handkar werd door de toenmalige Lord Mayor (burgemeester) Ben Briscoe onthuld in Grafton Street, een van de belangrijkste winkelstraten van de stad. Vanwege de uitbreiding van de Luas Green Line, een tramlijn, moest het standbeeld in 2014 tijdelijk weg en is het gerestaureerd. Het is gegoten in dertig delen en bij de lasnaden waren scheuren ontstaan. Daarna is het verderop geplaatst, in Suffolk Street; dat zou tijdelijk zijn, maar het beeld is daar gebleven.

### Betasting
Omstreeks 2012 ontstond het verhaal dat het geluk zou brengen om de borsten van het beeld aan te raken, mogelijk bedacht door gidsen; zij moedigden toeristen hiertoe aan. Tilly Cripwell, een straatmuzikant en verwant van Rynhart, vond de omgang met het beeld ongepast en begon in 2024 een campagne Leave Molly mAlone. Het wrijven over het brons tastte bovendien het beschermende patina aan en gaf lelijke plekken. In april 2025 besloot Dublin om vanaf voorlopig opzichters in te huren om het betasten tegen te gaan. Dit zou goedkoper zijn dan een hogere sokkel voor het beeld.